# Liste des joueurs des Thrashers d'Atlanta
Cette liste contient tous les joueurs ayant disputé au moins un match dans l'uniforme des Thrashers d'Atlanta de la Ligue nationale de hockey de 1999-2000 à 2010-2011. En onze saisons, l'équipe ne participa qu'une seule fois aux séries éliminatoires, soit en 2007 où ils s'inclinèrent en quatre rencontres devant les Rangers de New York.
Ilia Kovaltchouk qui évolua avec les Thrashers durant dix saisons dont les deux dernières en tant que capitaine de la formation, est le meneur de l'histoire de cette franchise au chapitre des buts marqués avec 328, des passes décisives avec 287, des points
avec 615 ainsi qu'au chapitre des matchs joués avec 594. Du côté des gardiens de but, Kari Lehtonen domina pour les parties joués avec 204, pour le nombre de victoires avec 94 et pour le nombre de blanchissages avec 14. À l'été 2011, le club fut transféré et devient les Jets de Winnipeg.

## Explications des sigles et codes
Les joueurs sont classés par ordre alphabétique, la colonne « Saison » reprend la date pour la première et pour la dernière saison joué par le joueur avec les Thrashers.
À noter pour les gardiens qu'à compter de la saison 2004-2005, la ligue ne prend plus en compte les matchs nuls, ceux-ci sont donc remplacé par les défaites en prolongation.
| Nat. | Nationalité                               |
| PJ   | parties jouées                            |
| CS   | Champion de la Coupe Stanley              |
| HHOF | Membre du Temple de la renommée du hockey |

| V | Victoires   | Bl  | Blanchissages           |
| D | Défaites    | MOY | Moyenne de buts alloués |
| N | Matchs nuls |     |                         |

| Pos | Position      | AD | Ailier droit | A   | Aide                 |
| D   | Défenseur     | C  | Centre       | P   | Points               |
| AG  | Ailier gauche | B  | But          | Pun | Minutes de pénalités |

## Gardiens de but
| Nom               | Nat                    | Saisons   | Saison régulière | Saison régulière | Saison régulière | Saison régulière | Saison régulière | Saison régulière | Séries éliminatoires | Séries éliminatoires | Séries éliminatoires | Séries éliminatoires | Séries éliminatoires | Séries éliminatoires | remarques |
| Nom               | Nat                    | Saisons   | PJ               | V                | D                | N                | BL               | MOY              | PJ                   | V                    | D                    | N                    | BL                   | MOY                  | remarques |
| ----------------- | ---------------------- | --------- | ---------------- | ---------------- | ---------------- | ---------------- | ---------------- | ---------------- | -------------------- | -------------------- | -------------------- | -------------------- | -------------------- | -------------------- | --------- |
| Berkhoel, Adam    | Drapeau des États-Unis | 2005-2006 | 9                | 0                | 2                | 4                | 0                | 3,80             | —                    | —                    | —                    | —                    | —                    | —                    |           |
| Cassivi, Frederic | Drapeau du Canada      | 2001-2003 | 8                | 0                | 3                | 4                | 0                | 3,91             | —                    | —                    | —                    | —                    | —                    | —                    |           |
| Dafoe, Byron      | Drapeau du Royaume-Uni | 2002-2004 | 35               | 2                | 9                | 22               | 0                | 3,73             | —                    | —                    | —                    | —                    | —                    | —                    |           |
| Dunham, Mike      | Drapeau des États-Unis | 2005-2006 | 17               | 0                | 8                | 5                | 1                | 2,77             | —                    | —                    | —                    | —                    | —                    | —                    |           |
| Fankhouser, Scott | Drapeau des États-Unis | 1999-2002 | 23               | 2                | 4                | 12               | 0                | 3,30             | —                    | —                    | —                    | —                    | —                    | —                    |           |
| Garnett, Michael  | Drapeau du Canada      | 2001-2006 | 24               | 0                | 10               | 7                | 2                | 3,44             | —                    | —                    | —                    | —                    | —                    | —                    |           |
| Hedberg, Johan    | Drapeau de la Suède    | 2006-2010 | 137              | 57               | 47               | 14               | 4                | 3,15             | 2                    | 0                    | 2                    | 0                    | 0                    | 2,56                 |           |
| Hnilička, Milan   | Drapeau de la Tchéquie | 2000-2003 | 117              | 13               | 29               | 65               | 5                | 3,30             | —                    | —                    | —                    | —                    | —                    | —                    |           |
| Langkow, Scott    | Drapeau du Canada      | 1999-2000 | 15               | 0                | 3                | 11               | 0                | 4,31             | —                    | —                    | —                    | —                    | —                    | —                    |           |
| Lehtonen, Kari    | Drapeau de la Finlande | 2002-2010 | 204              | 94               | 83               | 17               | 14               | 2,87             | 2                    | 0                    | 2                    | 0                    | 0                    | 5,59                 |           |
| Mannino, Peter    | Drapeau des États-Unis | 2010-2011 | 2                | 0                | 0                | 0                | 0                | 4,11             | —                    | —                    | —                    | —                    | —                    | —                    |           |
| Maracle, Norm     | Drapeau du Canada      | 1999-2002 | 46               | 5                | 6                | 28               | 1                | 3,45             | —                    | —                    | —                    | —                    | —                    | —                    |           |
| Mason, Chris      | Drapeau du Canada      | 2010-2011 | 33               | 13               | 13               | 3                | 1                | 3,39             | —                    | —                    | —                    | —                    | —                    | —                    |           |
| Nurminen, Pasi    | Drapeau de la Finlande | 2001-2005 | 125              | 12               | 48               | 54               | 5                | 2,87             | —                    | —                    | —                    | —                    | —                    | —                    |           |
| Pavelec, Ondřej   | Drapeau de la Tchéquie | 2005-2011 | 119              | 41               | 51               | 16               | 6                | 3,03             | —                    | —                    | —                    | —                    | —                    | —                    |           |
| Rhodes, Damian    | Drapeau des États-Unis | 1999-2002 | 81               | 11               | 14               | 48               | 1                | 3,60             | —                    | —                    | —                    | —                    | —                    | —                    |           |
| Shields, Steve    | Drapeau du Canada      | 2005-2006 | 5                | 0                | 1                | 2                | 0                | 4,28             | —                    | —                    | —                    | —                    | —                    | —                    |           |
| Tabaracci, Rick   | Drapeau du Canada      | 1999-2000 | 1                | 0                | 0                | 1                | 0                | 4,07             | —                    | —                    | —                    | —                    | —                    | —                    |           |

## Joueurs
- Haut – A
- B
- C
- D
- E
- F
- G
- H
- I
- J
- K
- L
- M
- N
- O
- P
- Q
- R
- S
- T
- U
- V
- W
- X
- Y
- Z

## A
| Nom                   | Nat                   | Pos   | Saisons   | Saison régulière | Saison régulière | Saison régulière | Saison régulière | Saison régulière | Séries éliminatoires | Séries éliminatoires | Séries éliminatoires | Séries éliminatoires | Séries éliminatoires | remarques |
| Nom                   | Nat                   | Pos   | Saisons   | PJ               | B                | A                | Pts              | Pun              | PJ                   | B                    | A                    | Pts                  | Pun                  | remarques |
| --------------------- | --------------------- | ----- | --------- | ---------------- | ---------------- | ---------------- | ---------------- | ---------------- | -------------------- | -------------------- | -------------------- | -------------------- | -------------------- | --------- |
| Abid, Ramzi           | Drapeau du Canada     | AG    | 2005-2006 | 6                | 0                | 2                | 2                | 6                | —                    | —                    | —                    | —                    | —                    |           |
| Adams, Bryan          | Drapeau du Canada     | AG    | 1999-2002 | 11               | 0                | 1                | 1                | 2                | —                    | —                    | —                    | —                    | —                    |           |
| Afinoguenov, Maksim   | Drapeau de la Russie  | AD    | 2009-2010 | 82               | 24               | 37               | 61               | 46               | —                    | —                    | —                    | —                    | —                    |           |
| Antropov, Nikolaï     | Drapeau du Kazakhstan | C     | 2009-2011 | 152              | 40               | 68               | 108              | 86               | —                    | —                    | —                    | —                    | —                    |           |
| Armstrong, Colby      | Drapeau du Canada     | AD    | 2008-2010 | 179              | 41               | 39               | 80               | 142              | —                    | —                    | —                    | —                    | —                    |           |
| Artioukhine, Ievgueni | Drapeau de la Russie  | AD/AG | 2009-2010 | 17               | 5                | 2                | 7                | 31               | —                    | —                    | —                    | —                    | —                    |           |
| Aubin, Serge          | Drapeau du Canada     | C     | 2003-2006 | 140              | 17               | 32               | 49               | 152              | —                    | —                    | —                    | —                    | —                    |           |
| Audette, Donald       | Drapeau du Canada     | AD    | 1999-2001 | 78               | 39               | 43               | 82               | 76               | —                    | —                    | —                    | —                    | —                    |           |

## B
| Nom                    | Nat                     | Pos | Saisons   | Saison régulière | Saison régulière | Saison régulière | Saison régulière | Saison régulière | Séries éliminatoires | Séries éliminatoires | Séries éliminatoires | Séries éliminatoires | Séries éliminatoires | remarques              |
| Nom                    | Nat                     | Pos | Saisons   | PJ               | B                | A                | Pts              | Pun              | PJ                   | B                    | A                    | Pts                  | Pun                  | remarques              |
| ---------------------- | ----------------------- | --- | --------- | ---------------- | ---------------- | ---------------- | ---------------- | ---------------- | -------------------- | -------------------- | -------------------- | -------------------- | -------------------- | ---------------------- |
| Barney, Scott          | Drapeau du Canada       | C   | 2005-2006 | 3                | 0                | 0                | 0                | 0                | —                    | —                    | —                    | —                    | —                    |                        |
| Bartečko, Ľuboš        | Drapeau de la Slovaquie | AG  | 2001-2003 | 108              | 20               | 23               | 43               | 38               | —                    | —                    | —                    | —                    | —                    |                        |
| Bélanger, Éric         | Drapeau du Canada       | C   | 2006-2007 | 24               | 9                | 6                | 15               | 12               | 4                    | 1                    | 0                    | 1                    | 12                   |                        |
| Bergfors, Nicklas      | Drapeau de la Suède     | AD  | 2010-2011 | 79               | 19               | 27               | 46               | 6                | —                    | —                    | —                    | —                    | —                    |                        |
| Bertrand, Éric         | Drapeau du Canada       | AG  | 1999-2000 | 8                | 0                | 0                | 0                | 4                | —                    | —                    | —                    | —                    | —                    |                        |
| Blatný, Zdeněk         | Drapeau de la Tchéquie  | AG  | 2002-2004 | 20               | 3                | 0                | 3                | 6                | —                    | —                    | —                    | —                    | —                    |                        |
| Bogosian, Zach         | Drapeau des États-Unis  | D   | 2008-2011 | 199              | 24               | 35               | 59               | 137              | —                    | —                    | —                    | —                    | —                    |                        |
| Bondra, Peter          | Drapeau de l'Ukraine    | AD  | 2005-2006 | 60               | 21               | 18               | 39               | 40               | —                    | —                    | —                    | —                    | —                    |                        |
| Botterill, Jason       | Drapeau du Canada       | AG  | 1999-2000 | 25               | 1                | 4                | 5                | 17               | —                    | —                    | —                    | —                    | —                    |                        |
| Boulton, Eric          | Drapeau du Canada       | AG  | 2005-2011 | 377              | 22               | 34               | 56               | 639              | 4                    | 0                    | 0                    | 0                    | 24                   |                        |
| Bourmistrov, Aleksandr | Drapeau de la Russie    | C   | 2010-2011 | 74               | 6                | 14               | 20               | 27               | —                    | —                    | —                    | —                    | —                    |                        |
| Boutsaïev, Iouri       | Drapeau de la Russie    | AG  | 2001-2003 | 24               | 4                | 0                | 4                | 12               | —                    | —                    | —                    | —                    | —                    |                        |
| Brennan, Kip           | Drapeau du Canada       | AG  | 2003-2004 | 5                | 0                | 0                | 0                | 17               | —                    | —                    | —                    | —                    | —                    |                        |
| Brunette, Andrew       | Drapeau du Canada       | AG  | 1999-2001 | 158              | 38               | 71               | 109              | 56               | —                    | —                    | —                    | —                    | —                    |                        |
| Buchberger, Kelly      | Drapeau du Canada       | AD  | 1999-2000 | 68               | 5                | 12               | 17               | 139              | —                    | —                    | —                    | —                    | —                    | Capitaine en 1999-2000 |
| Burt, Adam             | Drapeau des États-Unis  | D   | 2000-2001 | 27               | 0                | 2                | 2                | 27               | —                    | —                    | —                    | —                    | —                    |                        |
| Buzek, Petr            | Drapeau de la Tchéquie  | D   | 1999-2002 | 73               | 5                | 14               | 19               | 62               | —                    | —                    | —                    | —                    | —                    |                        |
| Byfuglien, Dustin      | Drapeau des États-Unis  | D   | 2010-2011 | 81               | 20               | 33               | 53               | 93               | —                    | —                    | —                    | —                    | —                    |                        |

## C
| Nom               | Nat                    | Pos | Saisons   | Saison régulière | Saison régulière | Saison régulière | Saison régulière | Saison régulière | Séries éliminatoires | Séries éliminatoires | Séries éliminatoires | Séries éliminatoires | Séries éliminatoires | remarques |
| Nom               | Nat                    | Pos | Saisons   | PJ               | B                | A                | Pts              | Pun              | PJ                   | B                    | A                    | Pts                  | Pun                  | remarques |
| ----------------- | ---------------------- | --- | --------- | ---------------- | ---------------- | ---------------- | ---------------- | ---------------- | -------------------- | -------------------- | -------------------- | -------------------- | -------------------- | --------- |
| Chelios, Chris    | Drapeau des États-Unis | D   | 2009-2010 | 7                | 0                | 0                | 0                | 0                | —                    | —                    | —                    | —                    | —                    |           |
| Christensen, Erik | Drapeau du Canada      | C   | 2008-2009 | 57               | 7                | 16               | 23               | 16               | —                    | —                    | —                    | —                    | —                    |           |
| Clark, Brett      | Drapeau du Canada      | D   | 1999-2002 | 44               | 1                | 3                | 4                | 18               | —                    | —                    | —                    | —                    | —                    |           |
| Coburn, Braydon   | Drapeau du Canada      | D   | 2005-2007 | 38               | 0                | 5                | 5                | 34               | —                    | —                    | —                    | —                    | —                    |           |
| Corkum, Bob       | Drapeau des États-Unis | C   | 2001-2002 | 65               | 3                | 4                | 7                | 16               | —                    | —                    | —                    | —                    | —                    |           |
| Cormier, Patrice  | Drapeau du Canada      | C   | 2010-2011 | 21               | 1                | 1                | 2                | 4                | —                    | —                    | —                    | —                    | —                    |           |
| Corso, Daniel     | Drapeau du Canada      | C   | 2003-2004 | 7                | 0                | 1                | 1                | 0                | —                    | —                    | —                    | —                    | —                    |           |
| Cowan, Jeff       | Drapeau du Canada      | AG  | 2001-2004 | 162              | 16               | 21               | 37               | 233              | —                    | —                    | —                    | —                    | —                    |           |
| Crabb, Joseph     | Drapeau des États-Unis | AD  | 2008-2010 | 29               | 4                | 5                | 9                | 28               | —                    | —                    | —                    | —                    | —                    |           |

## D
| Nom                | Nat                                      | Pos | Saisons   | Saison régulière | Saison régulière | Saison régulière | Saison régulière | Saison régulière | Séries éliminatoires | Séries éliminatoires | Séries éliminatoires | Séries éliminatoires | Séries éliminatoires | remarques |
| Nom                | Nat                                      | Pos | Saisons   | PJ               | B                | A                | Pts              | Pun              | PJ                   | B                    | A                    | Pts                  | Pun                  | remarques |
| ------------------ | ---------------------------------------- | --- | --------- | ---------------- | ---------------- | ---------------- | ---------------- | ---------------- | -------------------- | -------------------- | -------------------- | -------------------- | -------------------- | --------- |
| Dawes, Nigel       | Drapeau du Canada                        | AD  | 2010-2011 | 9                | 0                | 1                | 1                | 0                | —                    | —                    | —                    | —                    | —                    |           |
| Dean, Kevin        | Drapeau des États-Unis                   | D   | 1999-2000 | 23               | 1                | 0                | 1                | 14               | —                    | —                    | —                    | —                    | —                    |           |
| de Vries, Greg     | Drapeau du Canada                        | D   | 2005-2007 | 164              | 10               | 49               | 59               | 142              | 4                    | 1                    | 0                    | 1                    | 4                    |           |
| DiPenta, Joe       | Drapeau du Canada                        | D   | 2002-2003 | 3                | 1                | 1                | 2                | 0                | —                    | —                    | —                    | —                    | —                    |           |
| Doell, Kevin       | Drapeau du Canada                        | C   | 2007-2008 | 8                | 0                | 1                | 1                | 4                | —                    | —                    | —                    | —                    | —                    |           |
| Domenichelli, Hnat | Drapeau du Canada · Drapeau de la Suisse | AG  | 1999-2002 | 130              | 29               | 32               | 61               | 56               | —                    | —                    | —                    | —                    | —                    |           |
| Donovan, Shean     | Drapeau du Canada                        | AD  | 1999-2002 | 144              | 22               | 24               | 46               | 105              | —                    | —                    | —                    | —                    | —                    |           |
| Dupuis, Pascal     | Drapeau du Canada                        | AG  | 2007-2008 | 79               | 13               | 7                | 20               | 28               | 4                    | 1                    | 2                    | 3                    | 4                    |           |
| Dvořák, Radek      | Drapeau de la Tchéquie                   | AD  | 2010-2011 | 13               | 0                | 1                | 1                | 0                | —                    | —                    | —                    | —                    | —                    |           |

## E
| Nom             | Nat                 | Pos | Saisons   | Saison régulière | Saison régulière | Saison régulière | Saison régulière | Saison régulière | Séries éliminatoires | Séries éliminatoires | Séries éliminatoires | Séries éliminatoires | Séries éliminatoires | remarques |
| Nom             | Nat                 | Pos | Saisons   | PJ               | B                | A                | Pts              | Pun              | PJ                   | B                    | A                    | Pts                  | Pun                  | remarques |
| --------------- | ------------------- | --- | --------- | ---------------- | ---------------- | ---------------- | ---------------- | ---------------- | -------------------- | -------------------- | -------------------- | -------------------- | -------------------- | --------- |
| Eager, Ben      | Drapeau du Canada   | AG  | 2010-2011 | 34               | 3                | 7                | 10               | 77               | —                    | —                    | —                    | —                    | —                    |           |
| Emerson, Nelson | Drapeau du Canada   | AD  | 1999-2000 | 58               | 14               | 19               | 33               | 47               | —                    | —                    | —                    | —                    | —                    |           |
| Enström, Tobias | Drapeau de la Suède | D   | 2003-2011 | 318              | 26               | 145              | 171              | 178              | —                    | —                    | —                    | —                    | —                    |           |
| Exelby, Garnet  | Drapeau du Canada   | D   | 1999-2009 | 357              | 6                | 40               | 46               | 511              | 4                    | 0                    | 0                    | 0                    | 6                    |           |

## F
| Nom            | Nat                    | Pos | Saisons   | Saison régulière | Saison régulière | Saison régulière | Saison régulière | Saison régulière | Séries éliminatoires | Séries éliminatoires | Séries éliminatoires | Séries éliminatoires | Séries éliminatoires | remarques              |
| Nom            | Nat                    | Pos | Saisons   | PJ               | B                | A                | Pts              | Pun              | PJ                   | B                    | A                    | Pts                  | Pun                  | remarques              |
| -------------- | ---------------------- | --- | --------- | ---------------- | ---------------- | ---------------- | ---------------- | ---------------- | -------------------- | -------------------- | -------------------- | -------------------- | -------------------- | ---------------------- |
| Farkas, Jeff   | Drapeau des États-Unis | C   | 2002-2003 | 3                | 0                | 0                | 0                | 0                | —                    | —                    | —                    | —                    | —                    |                        |
| Fata, Rico     | Drapeau du Canada      | AG  | 2005-2006 | 6                | 0                | 1                | 1                | 4                | —                    | —                    | —                    | —                    | —                    |                        |
| Ferraro, Ray   | Drapeau du Canada      | C   | 1999-2002 | 223              | 56               | 91               | 147              | 245              | —                    | —                    | —                    | —                    | —                    | Capitaine en 2001-2002 |
| Foster, Kurtis | Drapeau du Canada      | D   | 2002-2004 | 5                | 0                | 1                | 1                | 0                | —                    | —                    | —                    | —                    | —                    |                        |

## G
| Nom                    | Nat                  | Pos | Saisons   | Saison régulière | Saison régulière | Saison régulière | Saison régulière | Saison régulière | Séries éliminatoires | Séries éliminatoires | Séries éliminatoires | Séries éliminatoires | Séries éliminatoires | remarques |
| Nom                    | Nat                  | Pos | Saisons   | PJ               | B                | A                | Pts              | Pun              | PJ                   | B                    | A                    | Pts                  | Pun                  | remarques |
| ---------------------- | -------------------- | --- | --------- | ---------------- | ---------------- | ---------------- | ---------------- | ---------------- | -------------------- | -------------------- | -------------------- | -------------------- | -------------------- | --------- |
| Galanov, Maksim        | Drapeau de la Russie | D   | 1999-2000 | 40               | 4                | 3                | 7                | 20               | —                    | —                    | —                    | —                    | —                    |           |
| Gamache, Simon         | Drapeau du Canada    | AG  | 2002-2004 | 4                | 0                | 1                | 1                | 2                | —                    | —                    | —                    | —                    | —                    |           |
| Garpenlöv, Johan       | Drapeau de la Suède  | AG  | 1999-2000 | 73               | 2                | 14               | 16               | 31               | —                    | —                    | —                    | —                    | —                    |           |
| Grand-Pierre, Jean-Luc | Drapeau du Canada    | D   | 2003-2004 | 27               | 2                | 2                | 4                | 26               | —                    | —                    | —                    | —                    | —                    |           |
| Guolla, Steve          | Drapeau du Canada    | C   | 1999-2001 | 83               | 16               | 25               | 41               | 27               | —                    | —                    | —                    | —                    | —                    |           |

## H
| Nom              | Nat                                        | Pos | Saisons   | Saison régulière | Saison régulière | Saison régulière | Saison régulière | Saison régulière | Séries éliminatoires | Séries éliminatoires | Séries éliminatoires | Séries éliminatoires | Séries éliminatoires | remarques              |
| Nom              | Nat                                        | Pos | Saisons   | PJ               | B                | A                | Pts              | Pun              | PJ                   | B                    | A                    | Pts                  | Pun                  | remarques              |
| ---------------- | ------------------------------------------ | --- | --------- | ---------------- | ---------------- | ---------------- | ---------------- | ---------------- | -------------------- | -------------------- | -------------------- | -------------------- | -------------------- | ---------------------- |
| Hainsey, Ron     | Drapeau des États-Unis                     | D   | 2008-2011 | 243              | 14               | 70               | 84               | 95               | —                    | —                    | —                    | —                    | —                    |                        |
| Hamel, Denis     | Drapeau du Canada                          | AG  | 2006-2007 | 3                | 1                | 0                | 1                | 0                | —                    | —                    | —                    | —                    | —                    |                        |
| Harlock, David   | Drapeau du Canada                          | D   | 1999-2002 | 128              | 0                | 8                | 8                | 116              | —                    | —                    | —                    | —                    | —                    |                        |
| Hartigan, Mark   | Drapeau du Canada                          | C   | 2001-2003 | 25               | 5                | 2                | 7                | 8                | —                    | —                    | —                    | —                    | —                    |                        |
| Hävelid, Niclas  | Drapeau de la Suède                        | D   | 2005-2009 | 299              | 10               | 70               | 80               | 184              | 4                    | 0                    | 2                    | 2                    | 0                    |                        |
| Haydar, Darren   | Drapeau du Canada                          | AD  | 2006-2008 | 20               | 1                | 7                | 8                | 2                | —                    | —                    | —                    | —                    | —                    |                        |
| Heatley, Dany    | Drapeau de l'Allemagne · Drapeau du Canada | AD  | 2001-2005 | 190              | 80               | 101              | 181              | 132              | —                    | —                    | —                    | —                    | —                    |                        |
| Heins, Shawn     | Drapeau du Canada                          | D   | 2003-2004 | 17               | 0                | 4                | 4                | 16               | —                    | —                    | —                    | —                    | —                    |                        |
| Herperger, Chris | Drapeau du Canada                          | AG  | 2002-2003 | 27               | 4                | 1                | 5                | 7                | —                    | —                    | —                    | —                    | —                    |                        |
| Hnidy, Shane     | Drapeau du Canada                          | D   | 2005-2007 | 138              | 5                | 10               | 15               | 96               | 4                    | 1                    | 0                    | 1                    | 0                    |                        |
| Holik, Bobby     | Drapeau de la Tchéquie                     | C   | 2005-2008 | 228              | 41               | 55               | 96               | 255              | 4                    | 0                    | 1                    | 1                    | 0                    | Capitaine en 2007-2008 |
| Hordichuk, Darcy | Drapeau du Canada                          | AG  | 2000-2002 | 44               | 1                | 1                | 2                | 165              | —                    | —                    | —                    | —                    | —                    |                        |
| Hossa, Marián    | Drapeau de la Slovaquie                    | AD  | 2005-2008 | 222              | 108              | 140              | 248              | 146              | 4                    | 0                    | 1                    | 1                    | 6                    |                        |
| Hrkac, Tony      | Drapeau du Canada                          | C   | 2001-2003 | 160              | 27               | 43               | 70               | 26               | —                    | —                    | —                    | —                    | —                    |                        |

## J
| Nom           | Nat               | Pos | Saisons   | Saison régulière | Saison régulière | Saison régulière | Saison régulière | Saison régulière | Séries éliminatoires | Séries éliminatoires | Séries éliminatoires | Séries éliminatoires | Séries éliminatoires | remarques |
| Nom           | Nat               | Pos | Saisons   | PJ               | B                | A                | Pts              | Pun              | PJ                   | B                    | A                    | Pts                  | Pun                  | remarques |
| ------------- | ----------------- | --- | --------- | ---------------- | ---------------- | ---------------- | ---------------- | ---------------- | -------------------- | -------------------- | -------------------- | -------------------- | -------------------- | --------- |
| Johnson, Matt | Drapeau du Canada | AG  | 1999-2000 | 64               | 2                | 5                | 7                | 144              | —                    | —                    | —                    | —                    | —                    |           |
| Joseph, Chris | Drapeau du Canada | D   | 2000-2001 | 19               | 0                | 3                | 3                | 20               | —                    | —                    | —                    | —                    | —                    |           |

## K
| Nom                 | Nat                    | Pos | Saisons   | Saison régulière | Saison régulière | Saison régulière | Saison régulière | Saison régulière | Séries éliminatoires | Séries éliminatoires | Séries éliminatoires | Séries éliminatoires | Séries éliminatoires | remarques                |
| Nom                 | Nat                    | Pos | Saisons   | PJ               | B                | A                | Pts              | Pun              | PJ                   | B                    | A                    | Pts                  | Pun                  | remarques                |
| ------------------- | ---------------------- | --- | --------- | ---------------- | ---------------- | ---------------- | ---------------- | ---------------- | -------------------- | -------------------- | -------------------- | -------------------- | -------------------- | ------------------------ |
| Kaberle, František  | Drapeau de la Tchéquie | D   | 1999-2004 | 272              | 20               | 82               | 102              | 110              | —                    | —                    | —                    | —                    | —                    |                          |
| Kallio, Tomi        | Drapeau de la Finlande | AD  | 2000-2003 | 121              | 22               | 27               | 49               | 34               | —                    | —                    | —                    | —                    | —                    |                          |
| Kane, Evander       | Drapeau du Canada      | C   | 2009-2011 | 139              | 33               | 36               | 69               | 130              | —                    | —                    | —                    | —                    | —                    |                          |
| Kapanen, Niko       | Drapeau de la Finlande | C   | 2006-2007 | 60               | 4                | 9                | 13               | 20               | —                    | —                    | —                    | —                    | —                    |                          |
| Karlsson, Andreas   | Drapeau de la Suède    | C   | 1999-2002 | 153              | 11               | 27               | 38               | 50               | —                    | —                    | —                    | —                    | —                    |                          |
| Kinnear, Geordie    | Drapeau du Canada      | D   | 1999-2000 | 4                | 0                | 0                | 0                | 13               | —                    | —                    | —                    | —                    | —                    |                          |
| Klee, Ken           | Drapeau des États-Unis | D   | 2007-2008 | 72               | 1                | 9                | 10               | 60               | —                    | —                    | —                    | —                    | —                    |                          |
| Klingberg, Carl     | Drapeau de la Suède    | C   | 2010-2011 | 1                | 0                | 0                | 0                | 0                | —                    | —                    | —                    | —                    | —                    |                          |
| Klouček, Tomáš      | Drapeau de la Tchéquie | D   | 2003-2006 | 38               | 0                | 0                | 0                | 27               | —                    | —                    | —                    | —                    | —                    |                          |
| Kohn, Ladislav      | Drapeau de la Tchéquie | AD  | 2000-2001 | 26               | 3                | 4                | 7                | 44               | —                    | —                    | —                    | —                    | —                    |                          |
| Kovaltchouk, Ilia   | Drapeau de la Russie   | AG  | 2001-2010 | 594              | 328              | 287              | 615              | 429              | 4                    | 1                    | 1                    | 2                    | 19                   | Capitaine de 2008 à 2010 |
| Kozlov, Viatcheslav | Drapeau de la Russie   | AG  | 2002-2010 | 537              | 145              | 271              | 416              | 312              | 4                    | 0                    | 0                    | 0                    | 6                    |                          |
| Krog, Jason         | Drapeau du Canada      | C   | 2006-2007 | 14               | 1                | 3                | 4                | 6                | —                    | —                    | —                    | —                    | —                    |                          |
| Krupp, Uwe          | Drapeau de l'Allemagne | D   | 2002-2003 | 4                | 0                | 0                | 0                | 10               | —                    | —                    | —                    | —                    | —                    |                          |
| Kubina, Pavel       | Drapeau de la Tchéquie | D   | 2009-2010 | 76               | 6                | 32               | 38               | 66               | —                    | —                    | —                    | —                    | —                    |                          |
| Kulda, Artūrs       | Drapeau de la Lettonie | D   | 2006-2011 | 6                | 0                | 2                | 2                | 2                | —                    | —                    | —                    | —                    | —                    |                          |
| Kunitz, Chris       | Drapeau du Canada      | AG  | 2005-2006 | 2                | 0                | 0                | 0                | 2                | —                    | —                    | —                    | —                    | —                    |                          |
| Kwiatkowski, Joel   | Drapeau du Canada      | D   | 2007-2008 | 18               | 0                | 5                | 5                | 20               | —                    | —                    | —                    | —                    | —                    |                          |

## L
| Nom              | Nat                    | Pos | Saisons   | Saison régulière | Saison régulière | Saison régulière | Saison régulière | Saison régulière | Séries éliminatoires | Séries éliminatoires | Séries éliminatoires | Séries éliminatoires | Séries éliminatoires | remarques            |
| Nom              | Nat                    | Pos | Saisons   | PJ               | B                | A                | Pts              | Pun              | PJ                   | B                    | A                    | Pts                  | Pun                  | remarques            |
| ---------------- | ---------------------- | --- | --------- | ---------------- | ---------------- | ---------------- | ---------------- | ---------------- | -------------------- | -------------------- | -------------------- | -------------------- | -------------------- | -------------------- |
| Ladd, Andrew     | Drapeau du Canada      | AG  | 2010-2011 | 81               | 29               | 30               | 59               | 39               | —                    | —                    | —                    | —                    | —                    | Capitaine en 2010-11 |
| Lambert, Denny   | Drapeau du Canada      | AG  | 1999-2001 | 140              | 6                | 13               | 19               | 434              | —                    | —                    | —                    | —                    | —                    |                      |
| Larsen, Brad     | Drapeau du Canada      | AG  | 2004-2008 | 202              | 15               | 17               | 32               | 74               | 4                    | 0                    | 2                    | 2                    | 0                    |                      |
| LaVallée, Jordan | Drapeau des États-Unis | AG  | 2005-2009 | 4                | 1                | 1                | 2                | 0                | —                    | —                    | —                    | —                    | —                    |                      |
| Lehman, Scott    | Drapeau du Canada      | D   | 2008-2009 | 1                | 0                | 0                | 0                | 0                | —                    | —                    | —                    | —                    | —                    |                      |
| Lessard, Franis  | Drapeau du Canada      | AD  | 2001-2006 | 91               | 1                | 3                | 4                | 268              | —                    | —                    | —                    | —                    | —                    |                      |
| Lewis, Grant     | Drapeau des États-Unis | D   | 2004-2010 | 1                | 0                | 0                | 0                | 0                | —                    | —                    | —                    | —                    | —                    |                      |
| Lindsay, Bill    | Drapeau du Canada      | AG  | 2003-2004 | 24               | 0                | 0                | 0                | 25               | —                    | —                    | —                    | —                    | —                    |                      |
| Little, Bryan    | Drapeau du Canada      | C   | 2006-2011 | 282              | 68               | 81               | 149              | 95               | —                    | —                    | —                    | —                    | —                    |                      |

## M
| Nom               | Nat                     | Pos | Saisons   | Saison régulière | Saison régulière | Saison régulière | Saison régulière | Saison régulière | Séries éliminatoires | Séries éliminatoires | Séries éliminatoires | Séries éliminatoires | Séries éliminatoires | remarques                |
| Nom               | Nat                     | Pos | Saisons   | PJ               | B                | A                | Pts              | Pun              | PJ                   | B                    | A                    | Pts                  | Pun                  | remarques                |
| ----------------- | ----------------------- | --- | --------- | ---------------- | ---------------- | ---------------- | ---------------- | ---------------- | -------------------- | -------------------- | -------------------- | -------------------- | -------------------- | ------------------------ |
| MacArthur, Clarke | Drapeau du Canada       | AG  | 2009-2010 | 21               | 3                | 6                | 9                | 2                | —                    | —                    | —                    | —                    | —                    |                          |
| Machacek, Spencer | Drapeau du Canada       | AD  | 2007-2011 | 12               | 0                | 0                | 0                | 0                | —                    | —                    | —                    | —                    | —                    |                          |
| MacKenzie, Derek  | Drapeau du Canada       | C   | 2001-2007 | 28               | 0                | 2                | 2                | 20               | —                    | —                    | —                    | —                    | —                    |                          |
| Majeský, Ivan     | Drapeau de la Slovaquie | D   | 2003-2004 | 63               | 3                | 7                | 10               | 76               | —                    | —                    | —                    | —                    | —                    |                          |
| Maxwell, Ben      | Drapeau du Canada       | C   | 2010-2011 | 12               | 1                | 1                | 2                | 9                | —                    | —                    | —                    | —                    | —                    |                          |
| McAlpine, Chris   | Drapeau des États-Unis  | D   | 1999-2000 | 3                | 0                | 0                | 0                | 2                | —                    | —                    | —                    | —                    | —                    |                          |
| McCarthy, Steve   | Drapeau du Canada       | D   | 2005-2008 | 117              | 12               | 21               | 33               | 80               | —                    | —                    | —                    | —                    | —                    |                          |
| McEachern, Shawn  | Drapeau des États-Unis  | AG  | 2002-2004 | 128              | 27               | 54               | 81               | 104              | —                    | —                    | —                    | —                    | —                    | Capitaine de 2002 à 2004 |
| Mellanby, Scott   | Drapeau du Canada       | AD  | 2005-2007 | 140              | 24               | 46               | 70               | 114              | 4                    | 0                    | 0                    | 0                    | 4                    | Capitaine de 2005 à 2007 |
| Metropolit, Glen  | Drapeau du Canada       | C   | 2006-2007 | 57               | 12               | 16               | 28               | 20               | —                    | —                    | —                    | —                    | —                    |                          |
| Meyer, Freddy     | Drapeau des États-Unis  | D   | 2010-2011 | 15               | 1                | 1                | 2                | 8                | —                    | —                    | —                    | —                    | —                    |                          |
| Modin, Fredrik    | Drapeau de la Suède     | AG  | 2010-2011 | 36               | 7                | 3                | 10               | 12               | —                    | —                    | —                    | —                    | —                    |                          |
| Modrý, Jaroslav   | Drapeau de la Tchéquie  | D   | 2005-2006 | 79               | 7                | 31               | 38               | 76               | —                    | —                    | —                    | —                    | —                    |                          |
| Motzko, Joe       | Drapeau des États-Unis  | AD  | 2007-2009 | 6                | 1                | 0                | 1                | 0                | —                    | —                    | —                    | —                    | —                    |                          |
| Murphy, Gord      | Drapeau du Canada       | D   | 1999-2001 | 85               | 4                | 21               | 25               | 50               | —                    | —                    | —                    | —                    | —                    |                          |

## N
| Nom         | Nat                | Pos | Saisons   | Saison régulière | Saison régulière | Saison régulière | Saison régulière | Saison régulière | Séries éliminatoires | Séries éliminatoires | Séries éliminatoires | Séries éliminatoires | Séries éliminatoires | remarques |
| Nom         | Nat                | Pos | Saisons   | PJ               | B                | A                | Pts              | Pun              | PJ                   | B                    | A                    | Pts                  | Pun                  | remarques |
| ----------- | ------------------ | --- | --------- | ---------------- | ---------------- | ---------------- | ---------------- | ---------------- | -------------------- | -------------------- | -------------------- | -------------------- | -------------------- | --------- |
| Ndur, Rumun | Drapeau du Nigeria | D   | 1999-2000 | 27               | 1                | 0                | 1                | 71               | —                    | —                    | —                    | —                    | —                    |           |

## O
| Nom              | Nat                 | Pos | Saisons   | Saison régulière | Saison régulière | Saison régulière | Saison régulière | Saison régulière | Séries éliminatoires | Séries éliminatoires | Séries éliminatoires | Séries éliminatoires | Séries éliminatoires | remarques |
| Nom              | Nat                 | Pos | Saisons   | PJ               | B                | A                | Pts              | Pun              | PJ                   | B                    | A                    | Pts                  | Pun                  | remarques |
| ---------------- | ------------------- | --- | --------- | ---------------- | ---------------- | ---------------- | ---------------- | ---------------- | -------------------- | -------------------- | -------------------- | -------------------- | -------------------- | --------- |
| Odgers, Jeff     | Drapeau du Canada   | AD  | 2000-2003 | 202              | 12               | 15               | 27               | 532              | —                    | —                    | —                    | —                    | —                    |           |
| Oduya, Johnny    | Drapeau de la Suède | D   | 2010-2011 | 109              | 3                | 23               | 26               | 34               | —                    | —                    | —                    | —                    | —                    |           |
| Oystrick, Nathan | Drapeau du Canada   | D   | 2008-2010 | 53               | 4                | 8                | 12               | 50               | —                    | —                    | —                    | —                    | —                    |           |

## P
| Nom                | Nat                     | Pos | Saisons             | Saison régulière | Saison régulière | Saison régulière | Saison régulière | Saison régulière | Séries éliminatoires | Séries éliminatoires | Séries éliminatoires | Séries éliminatoires | Séries éliminatoires | remarques |
| Nom                | Nat                     | Pos | Saisons             | PJ               | B                | A                | Pts              | Pun              | PJ                   | B                    | A                    | Pts                  | Pun                  | remarques |
| ------------------ | ----------------------- | --- | ------------------- | ---------------- | ---------------- | ---------------- | ---------------- | ---------------- | -------------------- | -------------------- | -------------------- | -------------------- | -------------------- | --------- |
| Perrin, Éric       | Drapeau du Canada       | C   | 2007-2009           | 159              | 19               | 49               | 68               | 62               | —                    | —                    | —                    | —                    | —                    |           |
| Petrovický, Ronald | Drapeau de la Slovaquie | AD  | 2003-2006           | 138              | 24               | 27               | 51               | 185              | —                    | —                    | —                    | —                    | —                    |           |
| Peverley, Rich     | Drapeau du Canada       | C   | 2009-2011           | 180              | 49               | 75               | 124              | 89               | —                    | —                    | —                    | —                    | —                    |           |
| Piroš, Kamil       | Drapeau de la Tchéquie  | AD  | 2001-2004           | 25               | 3                | 4                | 7                | 10               | —                    | —                    | —                    | —                    | —                    |           |
| Popovic, Mark      | Drapeau du Canada       | D   | 2005-2008 2009-2010 | 80               | 2                | 5                | 7                | 20               | —                    | —                    | —                    | —                    | —                    |           |
| Postma, Paul       | Drapeau du Canada       | D   | 2010-2011           | 1                | 0                | 0                | 0                | 0                | —                    | —                    | —                    | —                    | —                    |           |
| Pothier, Brian     | Drapeau des États-Unis  | D   | 2000-2002           | 36               | 3                | 6                | 9                | 24               | —                    | —                    | —                    | —                    | —                    |           |
| Procházka, Martin  | Drapeau de la Tchéquie  | AD  | 1999-2000           | 3                | 0                | 1                | 1                | 0                | —                    | —                    | —                    | —                    | —                    |           |

## R
| Nom                 | Nat                    | Pos  | Saisons   | Saison régulière | Saison régulière | Saison régulière | Saison régulière | Saison régulière | Séries éliminatoires | Séries éliminatoires | Séries éliminatoires | Séries éliminatoires | Séries éliminatoires | remarques |
| Nom                 | Nat                    | Pos  | Saisons   | PJ               | B                | A                | Pts              | Pun              | PJ                   | B                    | A                    | Pts                  | Pun                  | remarques |
| ------------------- | ---------------------- | ---- | --------- | ---------------- | ---------------- | ---------------- | ---------------- | ---------------- | -------------------- | -------------------- | -------------------- | -------------------- | -------------------- | --------- |
| Reasoner, Marty     | Drapeau des États-Unis | C    | 2008-2010 | 159              | 18               | 29               | 47               | 50               | —                    | —                    | —                    | —                    | —                    |           |
| Recchi, Mark        | Drapeau du Canada      | AD/C | 2007-2008 | 53               | 12               | 28               | 40               | 20               | —                    | —                    | —                    | —                    | —                    |           |
| Reirden, Todd       | Drapeau des États-Unis | D    | 2001-2002 | 65               | 3                | 5                | 8                | 82               | —                    | —                    | —                    | —                    | —                    |           |
| Rhéaume, Pascal     | Drapeau du Canada      | C    | 2001-2003 | 98               | 15               | 18               | 33               | 49               | —                    | —                    | —                    | —                    | —                    |           |
| Rissmiller, Patrick | Drapeau des États-Unis | AG   | 2010-2011 | 1                | 0                | 0                | 0                | 0                | —                    | —                    | —                    | —                    | —                    |           |
| Robitaille, Randy   | Drapeau du Canada      | C    | 2003-2004 | 69               | 11               | 26               | 37               | 20               | —                    | —                    | —                    | —                    | —                    |           |
| Rossiter, Kyle      | Drapeau du Canada      | D    | 2003-2004 | 2                | 0                | 1                | 1                | 0                | —                    | —                    | —                    | —                    | —                    |           |
| Rucchin, Steve      | Drapeau du Canada      | C    | 2006-2008 | 47               | 5                | 16               | 21               | 14               | —                    | —                    | —                    | —                    | —                    |           |

## S
| Nom                 | Nat                    | Pos | Saisons   | Saison régulière | Saison régulière | Saison régulière | Saison régulière | Saison régulière | Séries éliminatoires | Séries éliminatoires | Séries éliminatoires | Séries éliminatoires | Séries éliminatoires | remarques              |
| Nom                 | Nat                    | Pos | Saisons   | PJ               | B                | A                | Pts              | Pun              | PJ                   | B                    | A                    | Pts                  | Pun                  | remarques              |
| ------------------- | ---------------------- | --- | --------- | ---------------- | ---------------- | ---------------- | ---------------- | ---------------- | -------------------- | -------------------- | -------------------- | -------------------- | -------------------- | ---------------------- |
| Safronov, Kirill    | Drapeau de la Russie   | D   | 2001-2003 | 34               | 2                | 2                | 4                | 16               | —                    | —                    | —                    | —                    | —                    |                        |
| Salmela, Anssi      | Drapeau de la Finlande | D   | 2009-2010 | 38               | 2                | 6                | 8                | 24               | —                    | —                    | —                    | —                    | —                    |                        |
| Santala, Tommi      | Drapeau de la Finlande | C   | 2003-2004 | 33               | 1                | 2                | 3                | 22               | —                    | —                    | —                    | —                    | —                    |                        |
| Sarault, Yves       | Drapeau du Canada      | AG  | 2000-2001 | 20               | 5                | 4                | 9                | 26               | —                    | —                    | —                    | —                    | —                    |                        |
| Savard, Marc        | Drapeau du Canada      | C   | 2002-2006 | 184              | 63               | 133              | 196              | 262              | —                    | —                    | —                    | —                    | —                    |                        |
| Schneider, Mathieu  | Drapeau des États-Unis | D   | 2008-2009 | 44               | 4                | 11               | 15               | 50               | —                    | —                    | —                    | —                    | —                    |                        |
| Schremp, Rob        | Drapeau des États-Unis | C   | 2010-2011 | 18               | 3                | 1                | 4                | 4                | —                    | —                    | —                    | —                    | —                    |                        |
| Schubert, Christoph | Drapeau de l'Allemagne | D   | 2009-2010 | 47               | 2                | 5                | 7                | 69               | —                    | —                    | —                    | —                    | —                    |                        |
| Sellars, Luke       | Drapeau du Canada      | D   | 2001-2002 | 1                | 0                | 0                | 0                | 2                | —                    | —                    | —                    | —                    | —                    |                        |
| Shannon, Darryl     | Drapeau du Canada      | D   | 1999-2000 | 49               | 5                | 13               | 18               | 65               | —                    | —                    | —                    | —                    | —                    |                        |
| Sim, Jonathan       | Drapeau du Canada      | AG  | 2006-2007 | 77               | 17               | 12               | 29               | 60               | 4                    | 0                    | 0                    | 0                    | 0                    |                        |
| Simon, Ben          | Drapeau des États-Unis | AG  | 2001-2004 | 68               | 3                | 1                | 4                | 43               | —                    | —                    | —                    | —                    | —                    |                        |
| Skalde, Jarrod      | Drapeau du Canada      | C   | 2000-2001 | 19               | 1                | 2                | 3                | 20               | —                    | —                    | —                    | —                    | —                    |                        |
| Skopintsev, Andreï  | Drapeau de la Russie   | D   | 2000-2001 | 17               | 1                | 3                | 4                | 16               | —                    | —                    | —                    | —                    | —                    |                        |
| Slater, Jim         | Drapeau des États-Unis | C   | 2002-2011 | 371              | 47               | 53               | 100              | 280              | 4                    | 0                    | 0                    | 0                    | 2                    |                        |
| Slegr, Jiri         | Drapeau de la Tchéquie | D   | 2000-2002 | 71               | 6                | 21               | 27               | 87               | —                    | —                    | —                    | —                    | —                    |                        |
| Smehlik, Richard    | Drapeau de la Tchéquie | D   | 2002-2003 | 43               | 2                | 9                | 11               | 16               | —                    | —                    | —                    | —                    | —                    |                        |
| Snyder, Dan         | Drapeau du Canada      | C   | 2000-2003 | 49               | 11               | 5                | 16               | 64               | —                    | —                    | —                    | —                    | —                    | mort le 5 octobre 2003 |
| Sopel, Brent        | Drapeau du Canada      | D   | 2010-2011 | 59               | 2                | 5                | 7                | 16               | —                    | —                    | —                    | —                    | —                    |                        |
| Staios, Steve       | Drapeau du Canada      | D   | 1999-2001 | 97               | 11               | 16               | 27               | 203              | —                    | —                    | —                    | —                    | —                    | Capitaine en 2000-2001 |
| Stapleton, Mike     | Drapeau du Canada      | C   | 1999-2000 | 62               | 10               | 12               | 22               | 30               | —                    | —                    | —                    | —                    | —                    |                        |
| Stapleton, Tim      | Drapeau des États-Unis | C   | 2009-2011 | 51               | 7                | 2                | 9                | 14               | —                    | —                    | —                    | —                    | —                    |                        |
| Štefan, Patrik      | Drapeau de la Tchéquie | C   | 1999-2006 | 414              | 59               | 118              | 177              | 148              | —                    | —                    | —                    | —                    | —                    |                        |
| Sterling, Brett     | Drapeau des États-Unis | AG  | 2003-2010 | 19               | 2                | 2                | 4                | 16               | —                    | —                    | —                    | —                    | —                    |                        |
| Stewart, Anthony    | Drapeau du Canada      | AD  | 2010-2011 | 80               | 14               | 25               | 39               | 55               | —                    | —                    | —                    | —                    | —                    |                        |
| Stewart, Karl       | Drapeau du Canada      | AG  | 2003-2006 | 13               | 0                | 1                | 1                | 19               | —                    | —                    | —                    | —                    | —                    |                        |
| Stuart, Colin       | Drapeau des États-Unis | AG  | 2001-2009 | 51               | 8                | 5                | 13               | 24               | —                    | —                    | —                    | —                    | —                    |                        |
| Stuart, Mark        | Drapeau des États-Unis | D   | 2010-2011 | 23               | 1                | 0                | 1                | 24               | —                    | —                    | —                    | —                    | —                    |                        |
| Sutton, Andy        | Drapeau du Canada      | D   | 2001-2007 | 273              | 21               | 67               | 88               | 474              | 4                    | 0                    | 0                    | 0                    | 10                   |                        |
| Svartvadet, Per     | Drapeau de la Suède    | C   | 1999-2003 | 247              | 17               | 34               | 51               | 58               | —                    | —                    | —                    | —                    | —                    |                        |
| Swanson, Brian      | Drapeau des États-Unis | C   | 2003-2004 | 2                | 0                | 1                | 1                | 0                | —                    | —                    | —                    | —                    | —                    |                        |
| Sylvester, Dean     | Drapeau des États-Unis | AD  | 1999-2001 | 95               | 21               | 16               | 37               | 32               | —                    | —                    | —                    | —                    | —                    |                        |

## T
| Nom                | Nat                    | Pos | Saisons   | Saison régulière | Saison régulière | Saison régulière | Saison régulière | Saison régulière | Séries éliminatoires | Séries éliminatoires | Séries éliminatoires | Séries éliminatoires | Séries éliminatoires | remarques |
| Nom                | Nat                    | Pos | Saisons   | PJ               | B                | A                | Pts              | Pun              | PJ                   | B                    | A                    | Pts                  | Pun                  | remarques |
| ------------------ | ---------------------- | --- | --------- | ---------------- | ---------------- | ---------------- | ---------------- | ---------------- | -------------------- | -------------------- | -------------------- | -------------------- | -------------------- | --------- |
| Tamer, Chris       | Drapeau des États-Unis | D   | 1999-2004 | 345              | 12               | 38               | 50               | 503              | —                    | —                    | —                    | —                    | —                    |           |
| Tapper, Brad       | Drapeau du Canada      | AD  | 2000-2003 | 71               | 14               | 11               | 25               | 72               | —                    | —                    | —                    | —                    | —                    |           |
| Thorburn, Chris    | Drapeau du Canada      | C   | 2007-2011 | 313              | 25               | 40               | 65               | 362              | —                    | —                    | —                    | —                    | —                    |           |
| Tjärnqvist, Daniel | Drapeau de la Suède    | D   | 2001-2004 | 218              | 10               | 43               | 53               | 60               | —                    | —                    | —                    | —                    | —                    |           |
| Tkachuk, Keith     | Drapeau des États-Unis | C   | 2006-2007 | 18               | 7                | 8                | 15               | 34               | 4                    | 1                    | 2                    | 3                    | 12                   |           |
| Tremblay, Yannick  | Drapeau du Canada      | D   | 1999-2004 | 300              | 33               | 81               | 114              | 144              | —                    | —                    | —                    | —                    | —                    |           |

## V
| Nom                    | Nat                     | Pos | Saisons   | Saison régulière | Saison régulière | Saison régulière | Saison régulière | Saison régulière | Séries éliminatoires | Séries éliminatoires | Séries éliminatoires | Séries éliminatoires | Séries éliminatoires | remarques |
| Nom                    | Nat                     | Pos | Saisons   | PJ               | B                | A                | Pts              | Pun              | PJ                   | B                    | A                    | Pts                  | Pun                  | remarques |
| ---------------------- | ----------------------- | --- | --------- | ---------------- | ---------------- | ---------------- | ---------------- | ---------------- | -------------------- | -------------------- | -------------------- | -------------------- | -------------------- | --------- |
| Valábik, Boris         | Drapeau de la Slovaquie | D   | 2004-2011 | 80               | 0                | 7                | 7                | 210              | —                    | —                    | —                    | —                    | —                    |           |
| Vasiļjevs, Herberts    | Drapeau de la Lettonie  | AD  | 1999-2001 | 28               | 5                | 5                | 10               | 18               | —                    | —                    | —                    | —                    | —                    |           |
| Vigier, Jean-Pierre    | Drapeau du Canada       | AD  | 2000-2007 | 213              | 23               | 23               | 46               | 97               | —                    | —                    | —                    | —                    | —                    |           |
| Vichnevski, Vitali     | Drapeau de l'Ukraine    | D   | 2006-2007 | 52               | 3                | 9                | 12               | 31               | —                    | —                    | —                    | —                    | —                    |           |
| Vůjtek, Vladimír       | Drapeau de la Tchéquie  | AG  | 1999-2000 | 3                | 0                | 0                | 0                | 0                | —                    | —                    | —                    | —                    | —                    |           |
| Vychedkevitch, Sergueï | Drapeau de la Russie    | D   | 1999-2001 | 30               | 2                | 5                | 7                | 16               | —                    | —                    | —                    | —                    | —                    |           |

## W
| Nom             | Nat                    | Pos | Saisons   | Saison régulière | Saison régulière | Saison régulière | Saison régulière | Saison régulière | Séries éliminatoires | Séries éliminatoires | Séries éliminatoires | Séries éliminatoires | Séries éliminatoires | remarques |
| Nom             | Nat                    | Pos | Saisons   | PJ               | B                | A                | Pts              | Pun              | PJ                   | B                    | A                    | Pts                  | Pun                  | remarques |
| --------------- | ---------------------- | --- | --------- | ---------------- | ---------------- | ---------------- | ---------------- | ---------------- | -------------------- | -------------------- | -------------------- | -------------------- | -------------------- | --------- |
| Ward, Ed        | Drapeau du Canada      | AD  | 1999-2000 | 44               | 5                | 1                | 6                | 44               | —                    | —                    | —                    | —                    | —                    |           |
| Weaver, Mike    | Drapeau du Canada      | D   | 2001-2004 | 57               | 0                | 6                | 6                | 30               | —                    | —                    | —                    | —                    | —                    |           |
| Welch, Noah     | Drapeau des États-Unis | D   | 2010-2011 | 2                | 0                | 0                | 0                | 0                | —                    | —                    | —                    | —                    | —                    |           |
| Wheeler, Blake  | Drapeau des États-Unis | AD  | 2010-2011 | 23               | 7                | 10               | 17               | 14               | —                    | —                    | —                    | —                    | —                    |           |
| White, Todd     | Drapeau du Canada      | C   | 2007-2010 | 221              | 43               | 93               | 136              | 84               | —                    | —                    | —                    | —                    | —                    |           |
| Williams, Jason | Drapeau du Canada      | C   | 2008-2009 | 41               | 7                | 11               | 18               | 8                | —                    | —                    | —                    | —                    | —                    |           |
| Wilson, Clay    | Drapeau du Canada      | D   | 2008-2009 | 2                | 0                | 0                | 0                | 0                | —                    | —                    | —                    | —                    | —                    |           |

## Z
| Nom              | Nat                  | Pos | Saisons   | Saison régulière | Saison régulière | Saison régulière | Saison régulière | Saison régulière | Séries éliminatoires | Séries éliminatoires | Séries éliminatoires | Séries éliminatoires | Séries éliminatoires | remarques |
| Nom              | Nat                  | Pos | Saisons   | PJ               | B                | A                | Pts              | Pun              | PJ                   | B                    | A                    | Pts                  | Pun                  | remarques |
| ---------------- | -------------------- | --- | --------- | ---------------- | ---------------- | ---------------- | ---------------- | ---------------- | -------------------- | -------------------- | -------------------- | -------------------- | -------------------- | --------- |
| Zhitnik, Alexei  | Drapeau de l'Ukraine | D   | 2007-2008 | 83               | 5                | 17               | 22               | 72               | 4                    | 0                    | 0                    | 0                    | 4                    |           |
| Zoubarev, Andreï | Drapeau de la Russie | D   | 2010-2011 | 4                | 0                | 1                | 1                | 4                | —                    | —                    | —                    | —                    | —                    |           |

- Haut – A
- B
- C
- D
- E
- F
- G
- H
- I
- J
- K
- L
- M
- N
- O
- P
- Q
- R
- S
- T
- U
- V
- W
- X
- Y
- Z